# Палаццо Панчатики (Флоренция)
Палаццо Панчатики (итал. Palazzo Panciatichi) — палаццо (городской дворец) эпохи Возрождения, расположенный во Флоренции, столице Тосканы, в центре города, на улице Виа Камилло Кавур, 2. Другое здание: Палаццо Панчатики-Ксименес, или Ксименес-да-Сангалло (Palazzo Panciatichi-Ximenes, Ximenes-da Sangallo), находится также во Флоренции по адресу Борго Пинти, 68. Ещё один дворец под таким же названием: Палаццо Панчатики расположен в Пистое.

## История
Строительство дворца началось в 1445—1446 годах по проекту Аньоло ди Геццо делла Каза, предка более известного писателя Джованни делла Каза. Раскопки на этом месте обнаружили остатки моста XI века через бывшую реку Муньоне. В 1618 году недвижимость приобрёл некто Каппони, затем, в 1621 году, — Клариче Каппони, которая продала его семье Панчатики из Пистои.
В 1674 году кардинал Бандино Панчатики, проживавший в Риме, обратился к архитектору Карло Райнальди с просьбой предоставить проект реконструкции дворца, но этот проект не был реализован. Дворец был построен через двадцать лет по проекту Франческо Фонтаны (римского архитектора, сына и ученика более известного Карло Фонтаны) и флорентийца Антонио Мария Ферри, который вместе с Паоло Фальконьери в 1697 году завершил оформление интерьеров.
В 1740 году дворец перешёл к брату Бандино, Никколо Панчатики, племяннику кардинала и члена Академии делла Круска, который ещё более расширил библиотеку с помощью доверенного аббата Антония Марии Бишони, учёного и библиофила. Никколо в 1741 году построил новые апартаменты для своего младшего брата, рыцаря Мальтийского ордена и посла Джованни Гуальберто Панчатики. По этому случаю были созданы две крытые лоджии на крыше здания. В 1741 году некоторые комнаты были расписаны Джованни Доменико Ферретти, Винченцо Меуччи и Пьетро Андерлини, другие были декорированы в 1750 году Никколо Агостино Верачини и квадратуристом (мастером иллюзорных росписей с фантастической архитектурой) Винченцо Торриджани (Vincenzo Torrigiani).
Между 1742 и 1747 годами дворец расширял архитектор Джулио Маннайони. Большой зал « Освобождённого Иерусалима», расписанный фресками на тему поэмы Торквато Тассо, вероятно, был заказан Никколо. Семья Панчатики, к этому времени связанная родственными узами с Ксименесом Арагонским, в середине XIX века переехала во дворец Панчатики-Ксименес, используя его для представительских целей.
14 сентября 1910 года Марианна Панчатики-Ксименес продала весь дворцовый комплекс Обществу католической страховой помощи (Società Cattolica d’Assicurazione Cattolica), которое и по настоящее время владеет зданием.
С 1960-х годов на втором этаже дворца располагается Управление образования, а в 1976 году в это же здание переехал Региональный совет Тосканы, как и в другие помещения на Виа Кавур, включая соседний Палаццо Каппони-Ковони. В настоящее время здесь располагается региональная художественная галерея и иногда проводятся художественные выставки.

## Архитектура и произведения искусства
Главный фасад здания выходит на Виа Кавур и имеет два этажа. В одном из углов здания находится табернакль с копией образа Мадонны с Младенцем работы Дезидерио да Сеттиньяно (оригинал в Национальном музее Барджелло). В других углах — герб семейства Панчатики. В правом углу на высоте первого этажа находится дарохранительница из серого камня с рамой в стиле барокко с тимпаном, украшенным двумя головками херувимов, и основанием в виде консоли, обозначенным искусным картушем.
Монументальная лестница является работой Франческо Фонтаны, который также украсил стены и цилиндрический свод декоративной лепниной.
Особую ценность представляет живописное убранство некоторых помещений дворца. Небольшая комната на втором этаже, ранее принадлежавшая Джованни Гуальберто Панчатики, покрыта фресками Джованни Доменико Ферретти, Винченцо Меуччи и Пьетро Андерлини, на которых изображены «Апофеоз Геракла», «Аллегория пасторальной жизни» и «Триумф времени над слухами».
Рядом находится небольшая комната со сводом, украшенным Агостино Верачини «Славой семьи Панчатики», и стенами с архитектурной иллюзией «обманки» (trompe-l’оeil) работы Винченцо Торриджани. Десюдепорты также были украшены картинами Джованни Доменико Ферретти и Пьетро Андерлини.
На втором этаже находится большая комната с картинами из «Освобождённого Иерусалима», написанными неизвестным художником около 1780 года. Другие произведения, сохранившиеся во дворце, — это синопии фрески табернакля церкви Сант-Андреа-ин-Ровеццано, изображающие Мадонну с Младенцем и святыми, работы Никколо ди Пьетро Джерини; две синопии «Пророков», ранее находившиеся в Порта Сан-Никколо, работы круга Росселло ди Якопо Франки; «Бегство Клелии» сиенского художника Франческо Рустичи, известного как Рустикино, и «Бегство Энея из Трои» флорентийца Джованни Баттиста Марми.

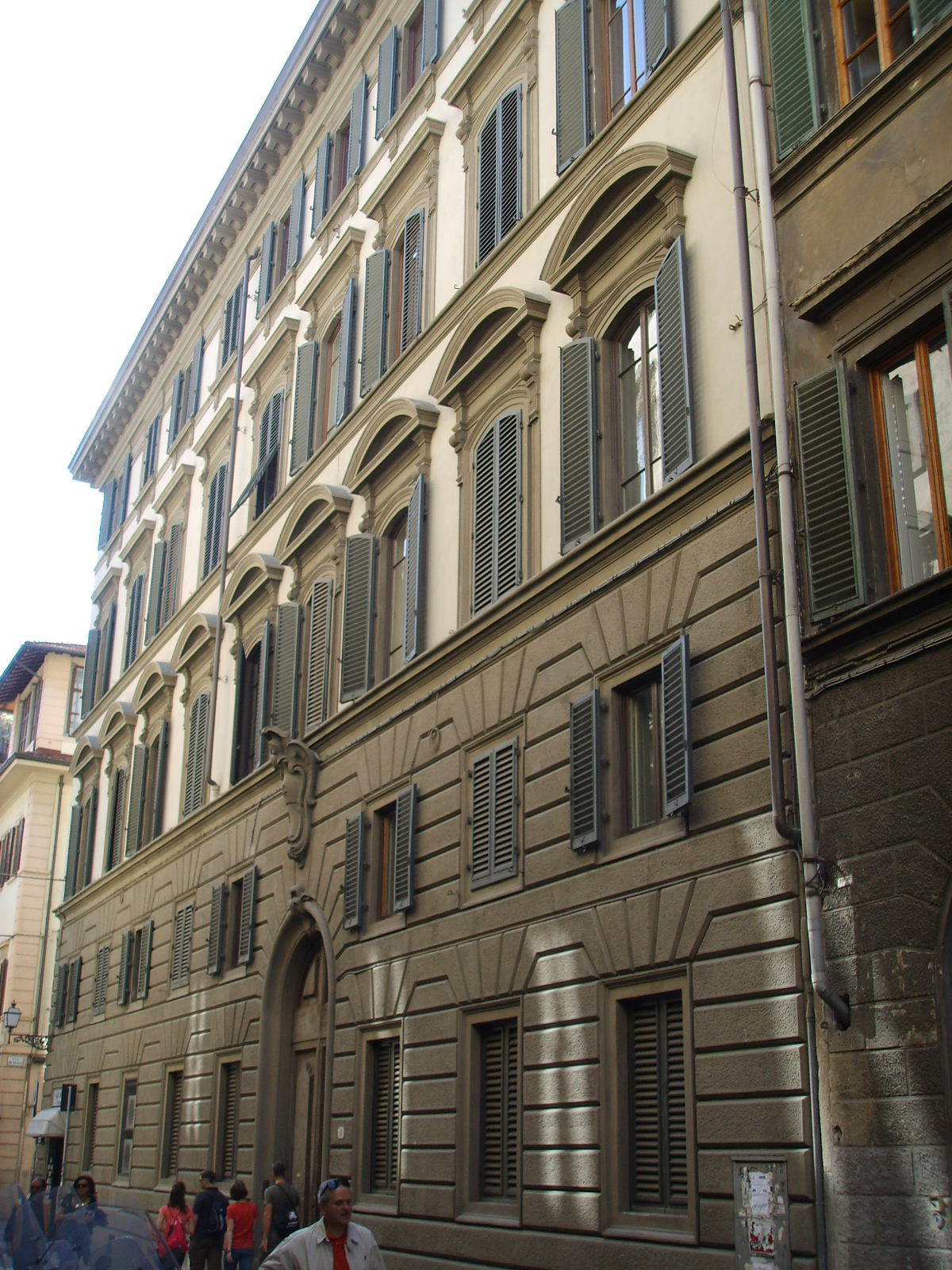
Фасад по улице Рикасоли
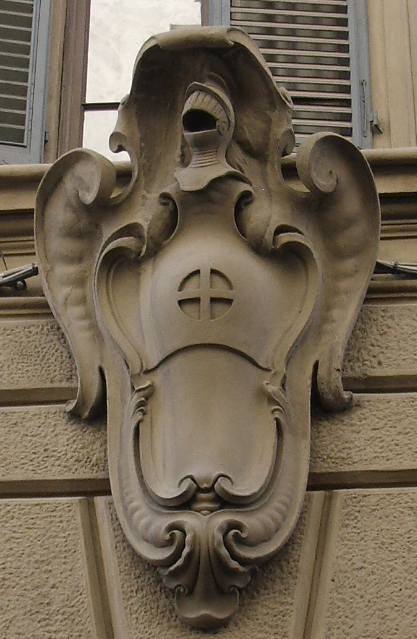
Герб семьи Панчатики
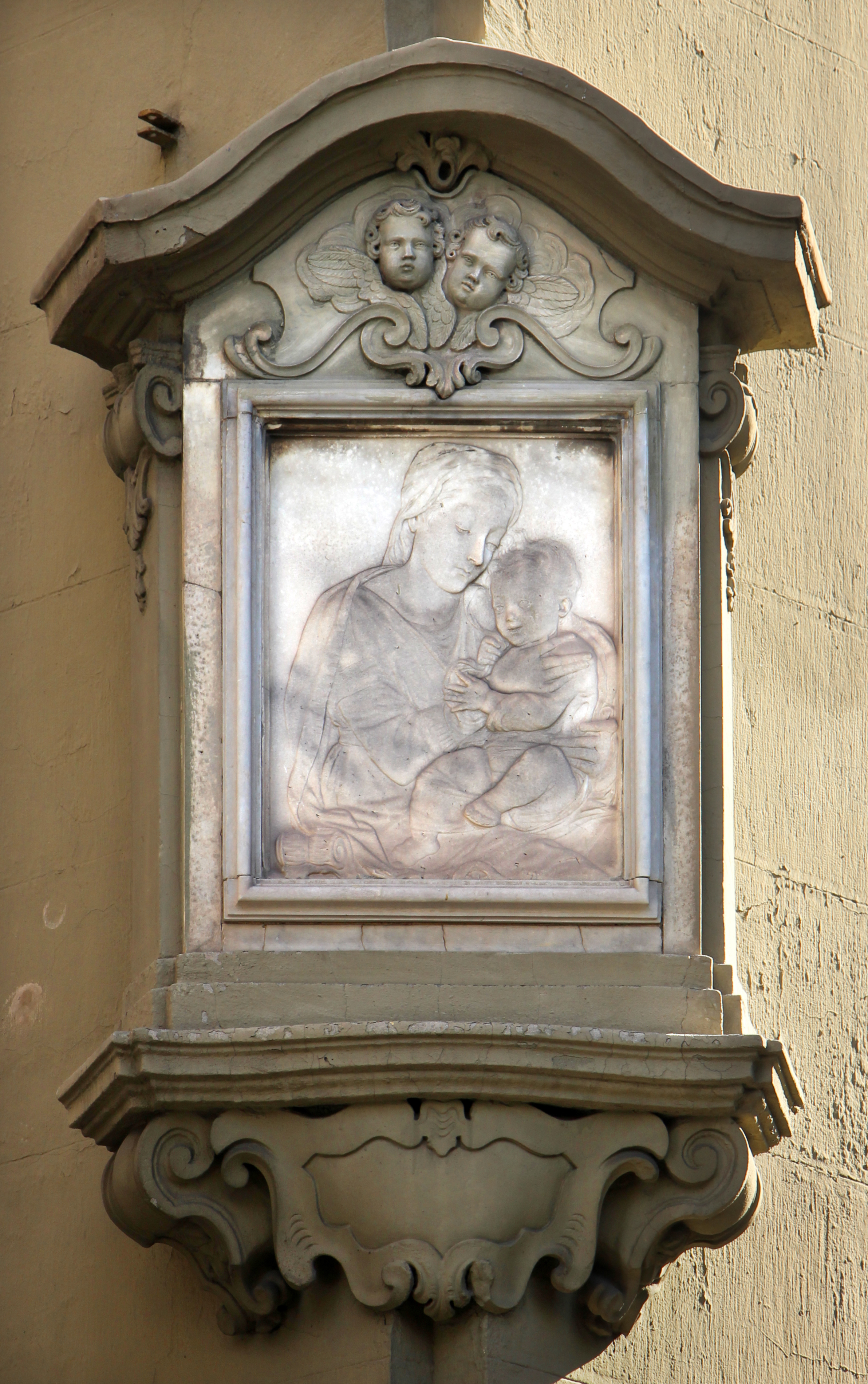
Мадонна с Младенцем. Табернакль Дезидерио да Сеттиньяно (копия)
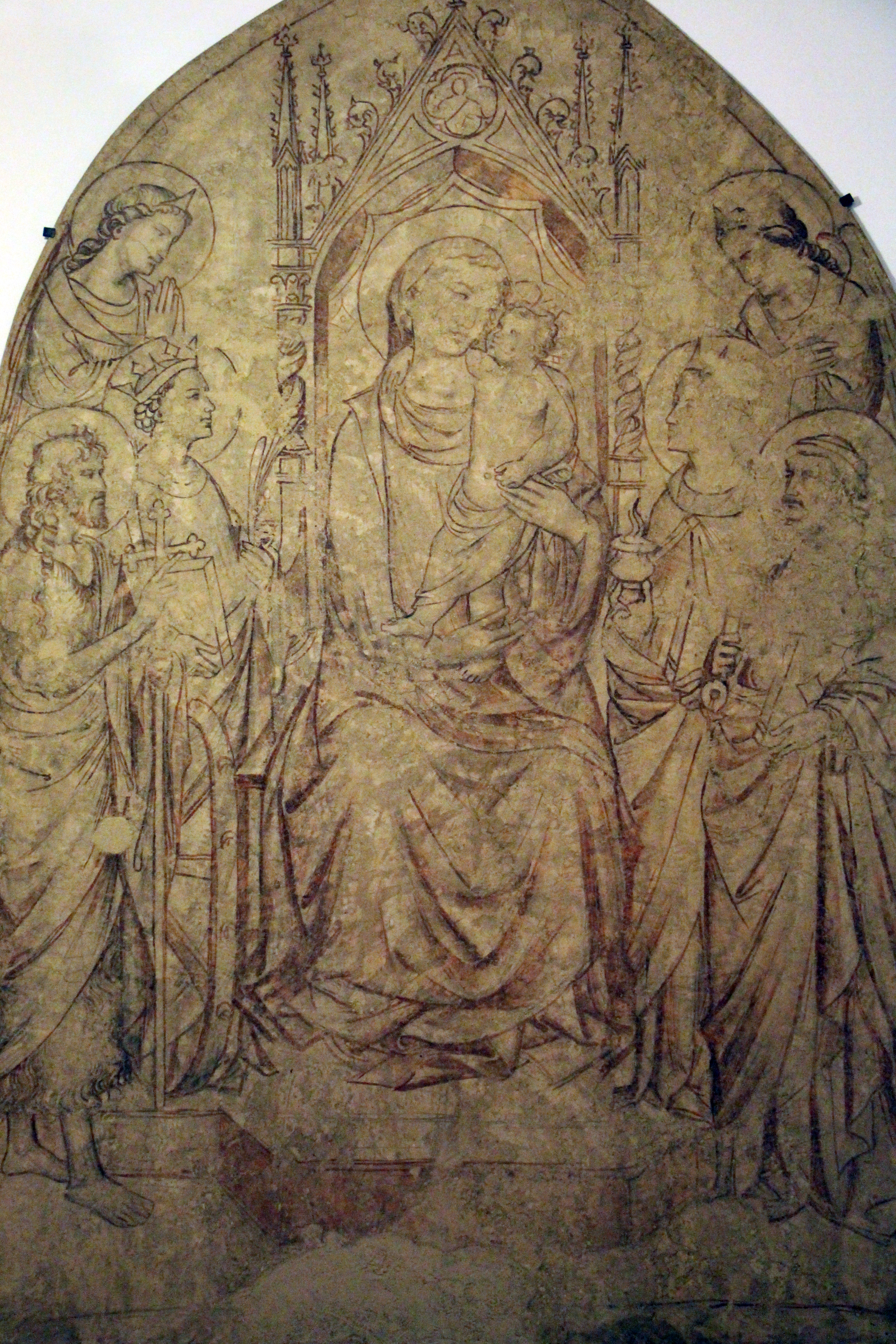
Никколо ди Пьетро Джерини. Синопия фрески Мадонна с Младенцем табернакля церкви Сант-Андреа-ин-Ровеццано
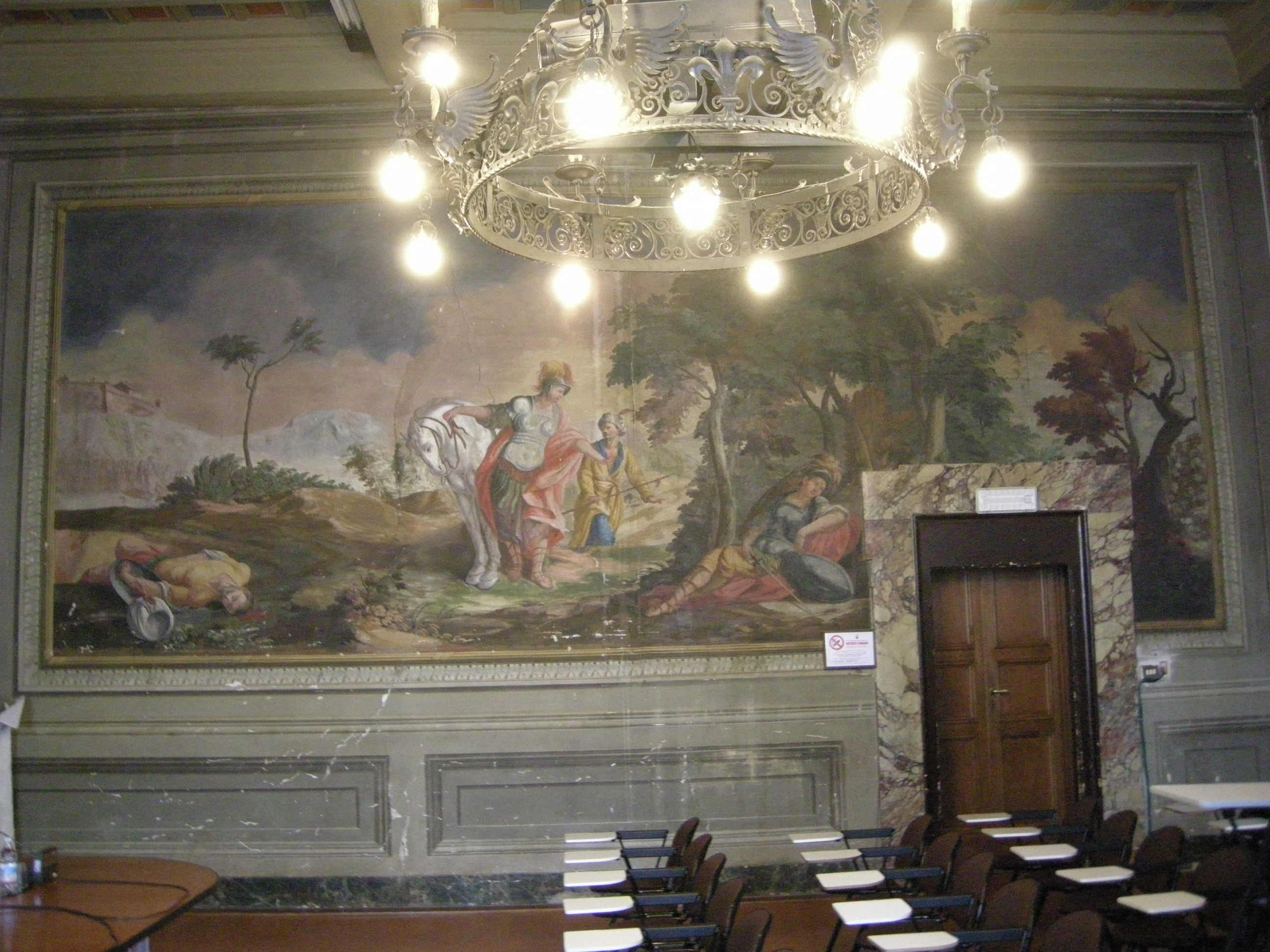
Зал «Освобождённого Иерусалима»
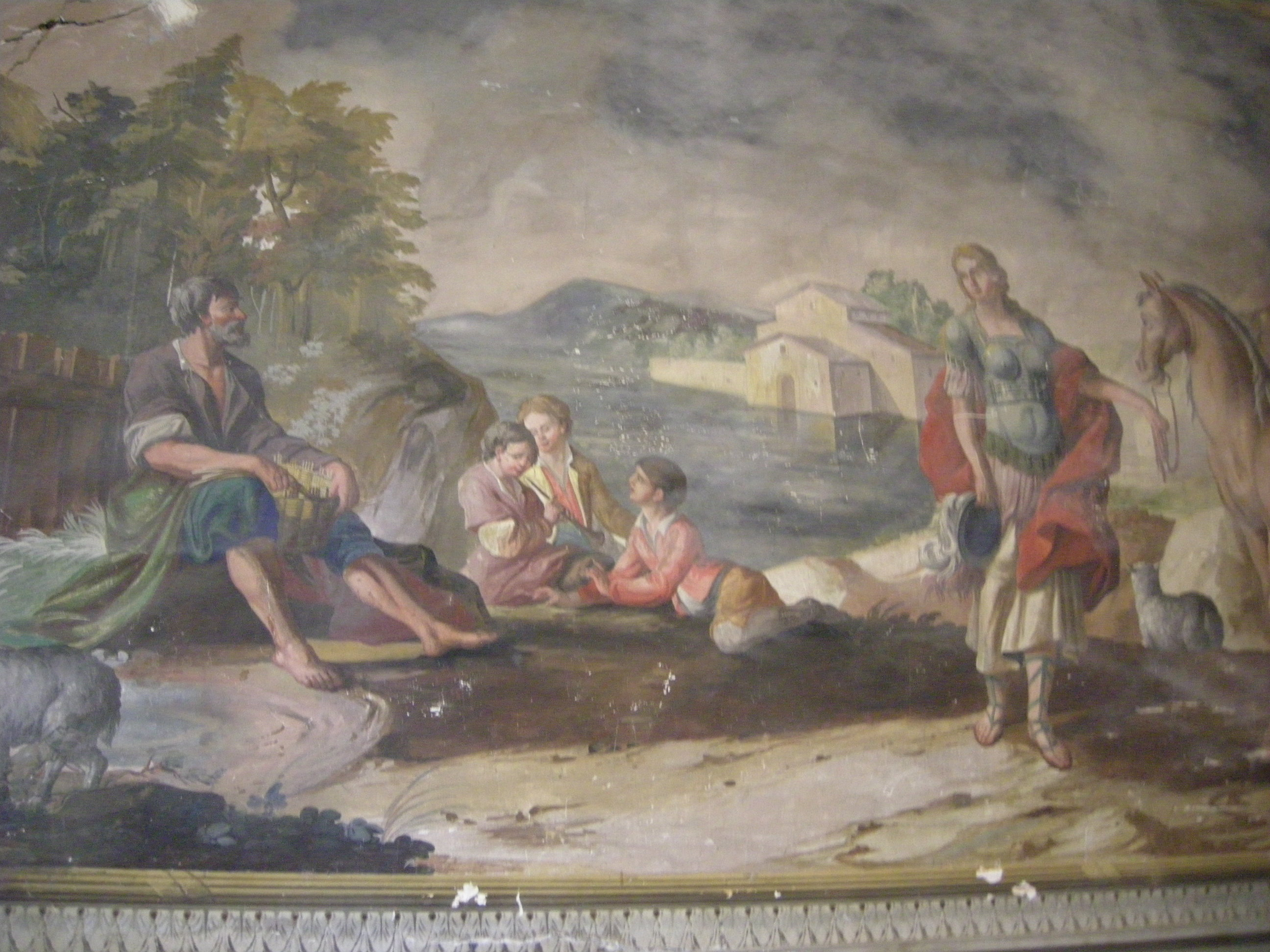
Одна из фресок зала